# Stephen Frears
Stephen Arthur Frears (ur. 20 czerwca 1941 w Leicester) – brytyjski reżyser filmowy i telewizyjny.

## Życiorys
Wykształcenie odebrał w Gresham’s School, 1960-1963 studiował prawo w Trinity College na Uniwersytecie Cambridge, po 1963 rozpoczął pracę w BBC. Od lat pracuje również w USA. 
Był dwukrotnie  nominowany do Oscara w kategorii Najlepszy reżyser, za filmy Naciągacze (1990) i Królowa (2006).
Przewodniczył jury konkursu głównego na 60. MFF w Cannes (2007).

## Filmografia
- Pożar (The Burning, 1968)
- Prywatny detektyw (Gumshoe, 1971)
- A Day Out (1972) – film TV
- Sunset Across the Bay (1975) – film TV
- Three Men in a Boat (1975) – film TV
- One Fine Day (1979) – film TV
- Bloody Kids (1980) – film TV
- Walter (1982) – film TV
- Walter & June (1983) – film TV
- Sajgon: Rok kota (Saigon: Year of the Cat, 1983) – film TV
- Wyrok (The Hit, 1984)
- Moja piękna pralnia (My Beautiful Laundrette, 1985)
- Mr. Jolly Lives Next Door (1987)
- Sammy and Rosie Get Laid (1987) – film TV
- Nadstaw uszu (Prick Up Your Ears, 1987)
- Niebezpieczne związki (Dangerous Liaisons, 1988)
- Naciągacze (The Grifters, 1990)
- Przypadkowy bohater (Hero, 1992)
- The Snapper (1993) – film TV
- The Van (1996)
- Kraina Hi-Lo (The Hi-Lo Country, 1998)
- Przeboje i podboje (High Fidelity, 2000)
- Ocalić Nowy Jork (Fail Safe, 2000) – film TV
- Liam (2000)
- Niewidoczni (Dirty Pretty Things, 2002)
- The Deal (2003) – film TV
- Pani Henderson (Mrs Henderson Presents, 2005)
- Królowa (The Queen, 2006)
- Tamara i mężczyźni (Tamara Drewe, 2010)
- Żądze i pieniądze (Lay the Favorite, 2012)
- Tajemnica Filomeny (Philomena, 2013)
- Najtrudniejsza walka Muhammada Alego[2] (2013) – film TV
- Strategia mistrza (The Program, 2015)
- Boska Florence (Florence Foster Jenkins, 2016)
- Skandal w angielskim stylu[3] (2018) – miniserial TV
- Zaginiony król (The Lost King, 2022) – dramat fabularny,

## Nagrody
- Cezar Najlepszy film zagraniczny: 1990 Niebezpieczne związki
- Nagroda na MFF w Berlinie Srebrny Niedźwiedź dla najlepszego reżysera: 1999 Kraina Hi-Lo
- Nagroda na MFF w Wenecji Nagroda Katolickiego Biura Filmowego (OCIC): 2000 Mały Liam FIPRESCI: 2006 Królowa